# بورس تاشکند
بورس تاشکند (انگلیسی: Tashkent Stock Exchange) بازار بورس اوراق بهادار ازبکستان است، که در سال ۱۹۹۴ تأسیس شد.